# سلامت در اندونزی
سلامت در اندونزی متأثر از عواملی نظیر آلودگی هوا، بیماری، فقر و استعمال دخانیات است.
۲۹٪ از جمعیت اندونزی کمتر از ۱۵ سال سن دارند و تنها ۵٪ آن‌ها ۶۵ ساله یا بیشتر هستند. میانگین امید به زندگی در زمان تولد معادل ۷۰٫۸ سال است. اظهار شده‌است که بیش از یک سوم از کودکان زیر ۵ سال دارای نقص در رشد هستند. بیش از ۲۸ میلیون نفر در اندونزی زیر خط فقر، که معادل ۱۷ دلار آمریکا در ماه است، زندگی می‌کنند و درآمد حدود نیمی از جمعیت این کشور نیز چندان بیشتر از این میزان نیست. نرخ استعمال دخانیات در اندونزی برابر با ۷۶٪ و بالاترین در جهان است و تلفات سالانهٔ ناشی از بیماری‌های مرتبط با استعمال دخانیات در این کشور تقریباً معادل ۴۰۰٬۰۰۰ نفر است.

## امید به زندگی[۳]
| دوره      | امید به زندگی (سال) | دوره      | امید به زندگی (سال) |
| --------- | ------------------- | --------- | ------------------- |
| ۱۹۵۰–۱۹۵۵ | ۴۳٫۵                | ۱۹۸۵–۱۹۹۰ | ۶۲٫۴                |
| ۱۹۵۵–۱۹۶۰ | ۴۷٫۰                | ۱۹۹۰–۱۹۹۵ | ۶۴٫۲                |
| ۱۹۶۰–۱۹۶۵ | ۵۰٫۲                | ۱۹۹۵–۲۰۰۰ | ۶۵٫۸                |
| ۱۹۶۵–۱۹۷۰ | ۵۳٫۱                | ۲۰۰۰–۲۰۰۵ | ۶۶٫۷                |
| ۱۹۷۰–۱۹۷۵ | ۵۵٫۹                | ۲۰۰۵–۲۰۱۰ | ۶۷٫۷                |
| ۱۹۷۵–۱۹۸۰ | ۵۸٫۵                | ۲۰۱۰–۲۰۱۵ | ۶۸٫۶                |
| ۱۹۸۰–۱۹۸۵ | ۶۰٫۷                |           |                     |

## کیفیت آب
آب آشامیدنی ناایمن دلیل عمدهٔ ابتلا به اسهال است که در اندونزی یکی از دلایل مهم مرگ کودکان محسوب می‌شود. طبق اعلام یونیسف، بیماری اسهال ناشی از مصرف آب آشامیدنی تصفیه‌نشده منجر به مرگ ۳۱٪ از کودکان یک‌ماهه تا یک ساله، و ۲۵٪ از کودکان یک ساله تا چهار ساله بوده‌است.

## بیماری

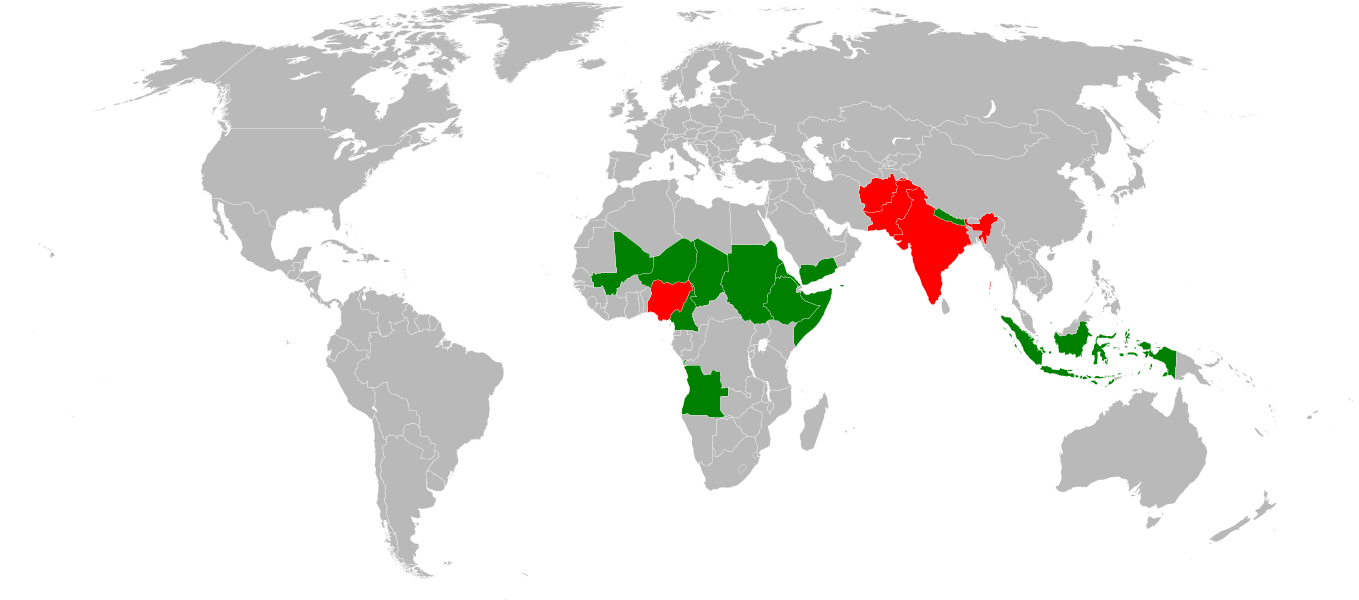
نقشهٔ شیوع بیماری فلج اطفال در سطح جهان – در سال ۲۰۰۵ در اندونزی ۳۰۳ مورد فلج اطفال گزارش شده‌است.

بیماری اچ‌آی‌وی/ایدز از اوایل دههٔ ۱۹۹۰ به‌عنوان یک تهدید مهم برای سلامتی انسان مطرح شده‌است. در سال ۲۰۰۳ اندونزی با ۰٫۱ درصد شیوع در میان افراد بالغ، ۱۳۰٫۰۰۰ مورد گزارش‌شدهٔ ابتلا به ایدز، و ۲٬۴۰۰ مرگ ناشی از این بیماری، در میان کشورهای آسه‌آن در جنوب شرق آسیا، پس از میانمار و تایلند در ردهٔ سوم قرار گرفته‌است. برآورد می‌شود که ۱۷٪ از تن‌فروشان در جاکارتا به بیماری ایدز مبتلا هستند. گمان می‌رود که نرخ آلودگی به این بیماری در برخی بخش‌های پاپوآ در میان زنان روستایی که تن‌فروش نیستند ممکن است به ۲۶ درصد نیز برسد.
سه خطر دیگری که در سال ۲۰۰۴ متوجه سلامتی در اندونزی بوده‌اند، تب دنگی، تب خونریزی دنگی (DHF) و آنفلوآنزای پرندگان بوده‌اند. طبق اعلام سازمان جهانی بهداشت، تمامی ۳۰ واحد در سطح استانی آلودگی به دو نوع تب دنگی را تجربه کرده‌اند. گفته می‌شود که شیوع آنفلوآنزای پرندگان به‌شدت واگیردار (A/H5N1) در میان مرغ‌ها و اردک‌ها در اندونزی، تهدید قابل توجهی را متوجه سلامتی بشر کرد.
تا سال ۲۰۱۰ سه منطقه در اندونزی آلوده به بیماری مالاریا بوده‌اند: نوسا تنگارا برت با ۲۰ مورد به ازای هر ۱٬۰۰۰ شهروند، نوسا تنگارا تیمور با ۲۰ تا ۵۰ مورد، و ملوک و پاپوآ با بیش از ۵۰۰ مورد در هر هزار نفر. سوماترا، کالیمانتان و سولاوسی دارای میزان متوسط ابتلا به بیماری بومی هستند؛ در حالی که ابتلا به این بیماری‌ها در جاوه و بالی، که درمان تقریباً ۱۰۰ درصد از موارد آلودگی به مالاریا در آن‌ها تأیید شده‌است، کم است. در سال ۱۹۹۰ میانگین شیوع مالاریا در اندونزی ۴٫۹۶ در هر ۱٬۰۰۰ نفر بوده‌است و این میزان در سال ۲۰۱۰ به ۱٫۹۶ نفر در هر ۱٬۰۰۰ نفر کاهش یافته‌است. دولت تصمیم دارد که تا سال ۲۰۳۰ این کشور را از به‌طور کامل بیماری مالاریا رها کند، و زدودن بیماری از کشور به‌معنی رسیدن به رقم کمتر از ۱ مورد ابتلا در هر ۱٬۰۰۰ نفر است.
ابتلا به بیماری دیابت در اندونزی با نرخ سالانهٔ ۶٪ در حال افزایش است.

## واکسیناسیون
اندونزی دارای روان واکسیناسیون کودکان زیر ۵ سال بر پایهٔ توصیه‌نامه‌های سازمان جهانی بهداشت، از جمله تزریق واکسن هپاتیت ب است که دارای میزان شیوع بالایی در این کشور است. تمامی واکسن‌های مورد استفاده در برنامهٔ ملی ایمن‌سازی، از سوی شرکت بیو فارما، تولیدکنندهٔ داخلی واکسن در اندونزی تأمین می‌شوند.
در ژوئن ۲۰۱۱ مرحلهٔ سوم آزمایش واکسن دنگی با شرکت ۸۰۰ انسان با سنین ۲ تا ۱۴ سال در ۵ مرکز سلامتی اجتماعی در سراسر جاکارتا انجام شد و قرار است در باندونگ، جاوه غربی، و دنپاسار، بالی نیز به‌ترتیب با حضور ۸۰۰ و ۴۰۰ شرکت‌کننده برگزار شود. مرحلهٔ نخست آزمایش بر روی تعداد محدودی سرباز انجام شد و در مرحلهٔ دوم این واکسن بر روی تعداد کمی کودک آزمایش شد؛ در صورتی که در ۵ سال بعدی این واکسن برای انسان ایمن شناخته شود، دولت اندونزی واکسن دنگی را به‌صورت عمومی استفاده خواهد کرد.

## مراقبت‌های سلامت مادر و فرزند

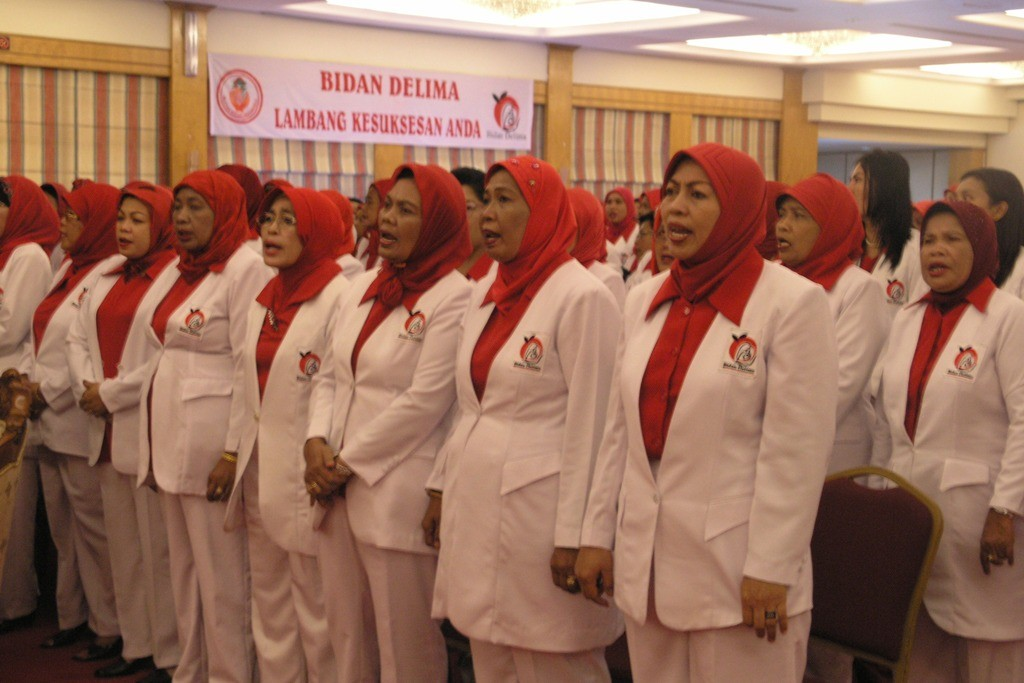
ماماهایی که به تازگی مجوز فعالیت دریافت کرده‌اند در سولاوسی جنوبی، اندونزی

در سال ۲۰۱۰ نرخ مرگ و میر مادران در اندونزی معادل ۲۴۰ نفر به ازای هر ۱۰۰٬۰۰۰ کودک متولد شده بوده‌است. این میزان با نرخ ۲۲۸٫۶ در سال ۲۰۰۸ و ۲۵۲٫۹ در سال ۱۹۹۰ قابل مقایسه است. همچنین نرخ مرگ و میر کودکان زیر ۴ سال معادل ۴۱ نفر در هر ۱٬۰۰۰ کودک بوده که ۴۹ درصد از این مرگ و میر متعلق به نوزادان است. نسبت ماماها به ازای هر ۱٬۰۰۰ تولد نامشخص است و ریسک مرگ برای زنان باردار ۱ نفر در هر ۱۹۰ نفر است.
نرخ مرگ‌ومیر مادران به ازای هر ۱۰۰٬۰۰۰ تولد در سال ۲۰۱۲ برابر با ۳۵۹ نفر بوده‌است. این آمار نسبت به داده‌های سال ۲۰۱۰ (۲۲۰ مرگ) افزایش چشم‌گیری داشته و با اهداف توسعه هزاره مبنی بر کاهش به رقم ۱۰۲ مرگ تا پایان سال ۲۰۱۵ فاصلهٔ زیادی دارد. دلیل اصلی این مرگ‌ومیرها خونریزی شدید در دوران پس از زایمان ناشی از فقدان کنترل معمول بر بارداری است، اگرچه داده‌های شورای ملی هماهنگی برنامه‌ریزی خانواده و آژانس آمار مرکزی نشان می‌دهد که تعداد زنانی که مراقبت‌های پیش از زایمان را دریافت کرده‌اند از ۹۳ درصد در سال ۲۰۰۷ به ۹۶ درصد در سال ۲۰۱۲ رسیده‌است.